# 普普里
普普里（法語：Poupry，法語發音：[pupʁi]）是法国厄尔-卢瓦省的一个市镇，位于该省东南部，属于沙托丹区。

## 地理
普普里（48°5'58"N, 1°50'19"E）面积14.48 平方千米，位于法国中央-卢瓦尔河谷大区厄尔-卢瓦省，该省份为法国北部内陆省份，北起顺时针与厄尔省、伊夫林省、埃松省、卢瓦雷省、卢瓦-谢尔省、萨尔特省和奧恩省接壤。
与普普里接壤的市镇（或旧市镇、城区）包括：阿尔特奈、苏日、吕莫、拜尼欧、当布龙。

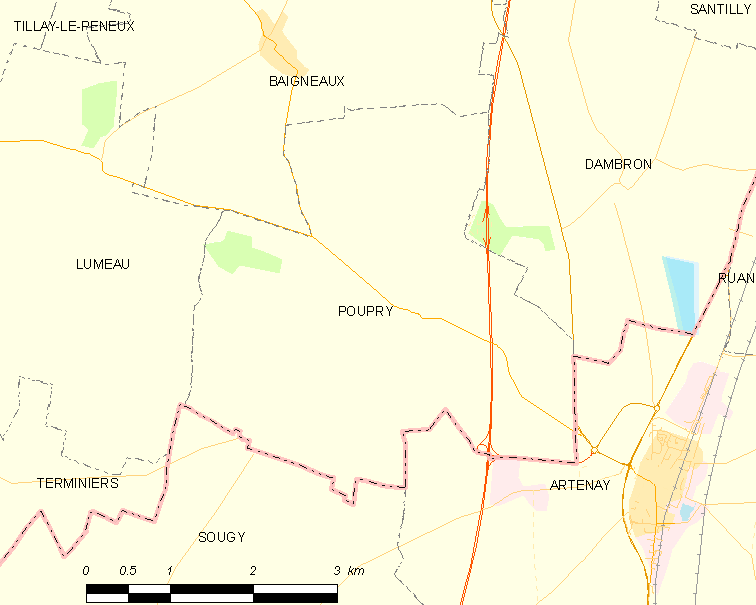
普普里的OSM定位图

普普里的时区为UTC+01:00、UTC+02:00（夏令时）。

## 行政
普普里的邮政编码为28140，INSEE市镇编码为28303。

## 政治
普普里所属的省级选区为莱维拉日沃韦安县。

## 人口

1962-2008年间普普里人口变化图示

普普里于2022年1月1日时的人口数量为99人。